# Alcàtous (fill de Portàon)
Alcàtous (en grec antic: Ἀλκάθοος) va ser, segons la mitologia grega, un fill de Portàon i d'Èurite, filla d'Hipòdames. Era germà d'Eneu, Agri, Melas, Leucopeu i Estèrope.
Alcàtous va morir a mans de Tideu, fill d'Eneu, que era, per tant, el seu oncle. Segons una altra tradició, va ser Enòmau qui el va matar, perquè era un dels pretendents d'Hipodàmia quan va perdre contra Enòmau en una cursa de carros per a aconseguir la mà de la seva filla. Des de l'antiguitat se l'identificava amb Taraxip, una figura demoníaca que pertorbava els cavalls i els aurigues que corrien a Olímpia i els feia caure.